# Dom Słowa Polskiego

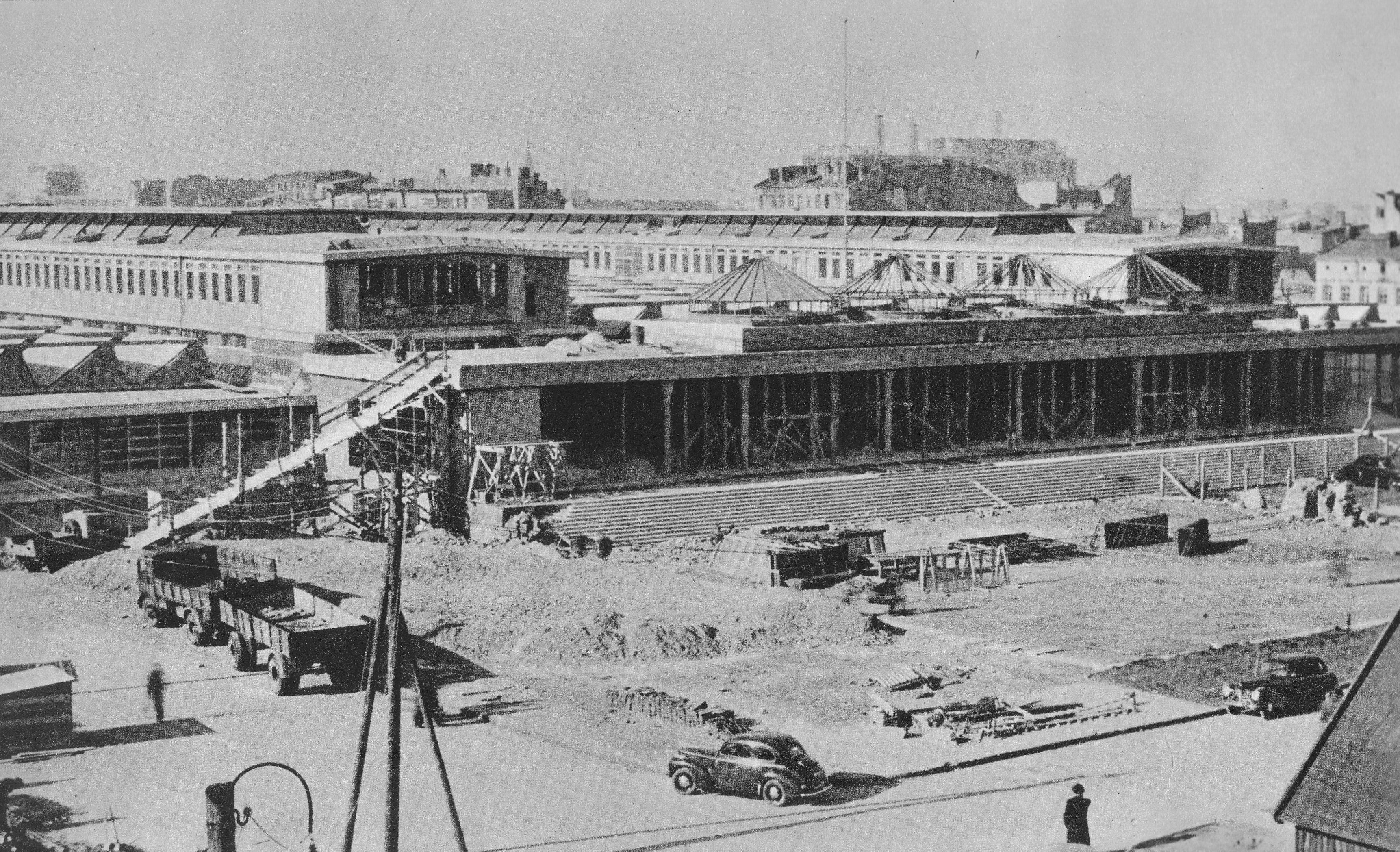
Budowa Domu Słowa Polskiego (1950)

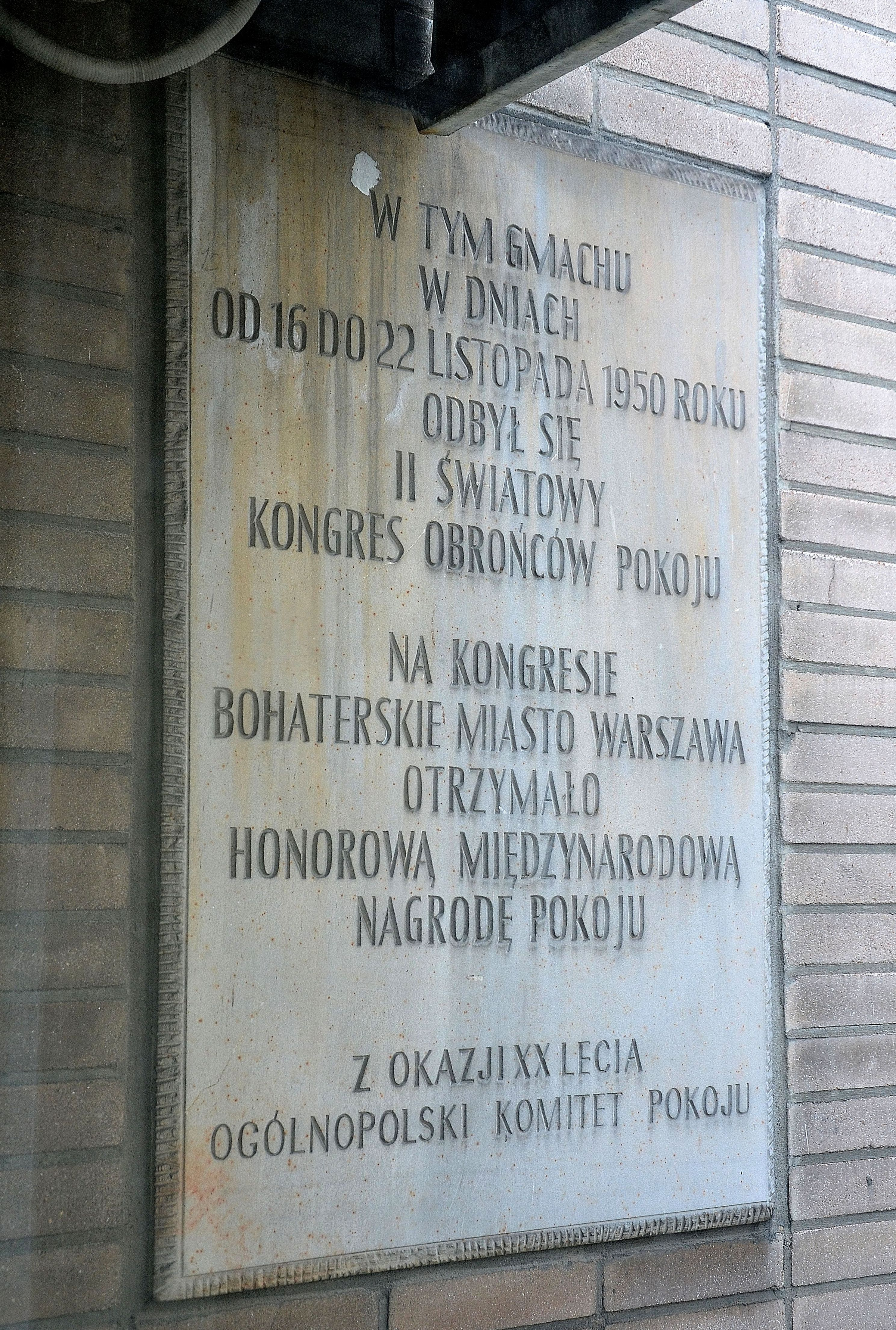
Tablica przy wejściu upamiętniająca II Światowy Kongres Pokoju

Dom Słowa Polskiego (DSP) – największy zakład poligraficzny w PRL, znajdujący się przy ul. Miedzianej 11 w Warszawie.

## Historia
Konkurs na projekt Domu Słowa Polskiego rozstrzygnięto w styczniu 1947 roku. W czerwcu 1948 na działce o powierzchni ok. 5 ha w miejscu dawnego placu Kazimierza Wielkiego, pomiędzy ulicami Towarową, Pańską, Miedzianą i Srebrną, wmurowano kamień węgielny pod budowę kompleksu zaprojektowanego przez Kazimierza Marczewskiego, Stefana Putowskiego i Zygmunta Skibniewskiego. Inwestycję ukończono w 1950. Zakład uruchomiono 22 lipca, w Święto Odrodzenia Polski.
Do 1953 roku przedsiębiorstwo działało pod nazwą Zakłady Graficzne i Wydawnicze „Dom Słowa Polskiego”, od 1953 roku jako Zakłady Graficzne „Dom Słowa Polskiego”. W latach 1973–1977 DSP został zmodernizowany i rozbudowany.
Początkowo była to drukarnia prasowa. Druk odbywał się na jednej maszynie PLAMAG, skład natomiast był realizowany na 50 linotypach. W późniejszych latach uruchomiono nowe wydziały – introligatornię, rotograwiurę i chemigrafię, dzięki czemu DSP działał jako drukarnia dziełowa.
W listopadzie 1950 roku w specjalnie przystosowanej hali produkcyjnej DSP obradował II Światowy Kongres Obrońców Pokoju, w którym wzięło udział 1396 delegatów z 61 państw. Wydarzenie upamiętnia tablica pamiątkowa przy wejściu o treści:

W tym gmachu w dniach od 16 do 22 listopada 1950 roku odbył się II Światowy Kongres Obrońców Pokoju.
Na kongresie bohaterskie miasto Warszawa otrzymało honorową Międzynarodową Nagrodę Pokoju.
Z okazji XX-lecia Ogólnopolski Komitet Pokoju.

W fabryce drukowano gazety m.in. „Trybunę Ludu”, „Kurier Polski”, „Sztandar Młodych”, „Żołnierza Wolności”, „Młodego Technika”, „Płomyczek” i „Świerszczyk” oraz książki, albumy i encyklopedie m.in. „Wielką Encyklopedię Powszechną PWN” oraz „Małą encyklopedię powszechną PWN” (pierwszą w Polsce encyklopedię wielobarwną). Zakład był połączony ok. 200-metrowym tunelem pod ul. Prostą z centrum spedycji prasy RSW „Prasa” znajdującym się przy ul. Prostej róg ul. Wroniej.
W połowie lat 70. drukowano tutaj około 27 milionów egzemplarzy książek, 510 milionów egzemplarzy gazet i 195 milionów egzemplarzy czasopism rocznie. W końcu 1975 zakłady zatrudniały 2,6 tys. pracowników.
W 1976 roku Dom Słowa Polskiego został odznaczony Orderem Sztandaru Pracy I klasy.
W 1989 roku w DSP zaczęła być drukowana „Gazeta Wyborcza”.
W latach 90. przedsiębiorstwo zaczęło wyprzedać swój majątek. Główny budynek zaadaptowano na Centrum Handlowe Jupiter (później przemianowane na Centrum Handlowe „Towarowa 22”).
W sierpniu 2007 roku przedsiębiorstwo państwowe Zakłady Graficzne „Dom Słowa Polskiego” przekształcone zostało w spółkę akcyjną pod firmą Zakłady Graficzne „Dom Słowa Polskiego” S.A. W kwietniu 2010 spółkę postawiono w stan likwidacji. 
W 2022 rozpoczęła się rozbiórka kompleksu zakładów, która zakończyła w 2023 roku. W jego miejscu zaplanowano wielofunkcyjny kompleks biurowo-usługowo-mieszkaniowy.